# Gaufre (cuisine)
Cet article concerne la pâtisserie. Pour l'animal, voir Gaufre (animal).
Une gaufre est une pâtisserie confectionnée avec une pâte légère cuite dans un fer à gaufre constitué de deux plaques métalliques, articulées entre elles par une ou plusieurs charnières, ornées de motifs qui s'impriment dans la pâte et lui donnent sa forme caractéristique avec des petits carreaux en creux.
C'est un mets typique de la Belgique, des Pays-Bas, et du Nord de la France.
Les différents types de pâtes utilisées et la diversité de forme des motifs et des plaques (appelées « challe », « waffier », « fer à gaufre », « moule à gaufre » ou « gaufrier ») font qu'il existe de très nombreuses variantes de gaufres.
Selon le Dictionnaire général de la cuisine française et moderne et Pierre Lacam, la gaufre est d'origine brabançonne. Au XIIIe siècle, on en vendait déjà dans les rues de Paris.

## Étymologie

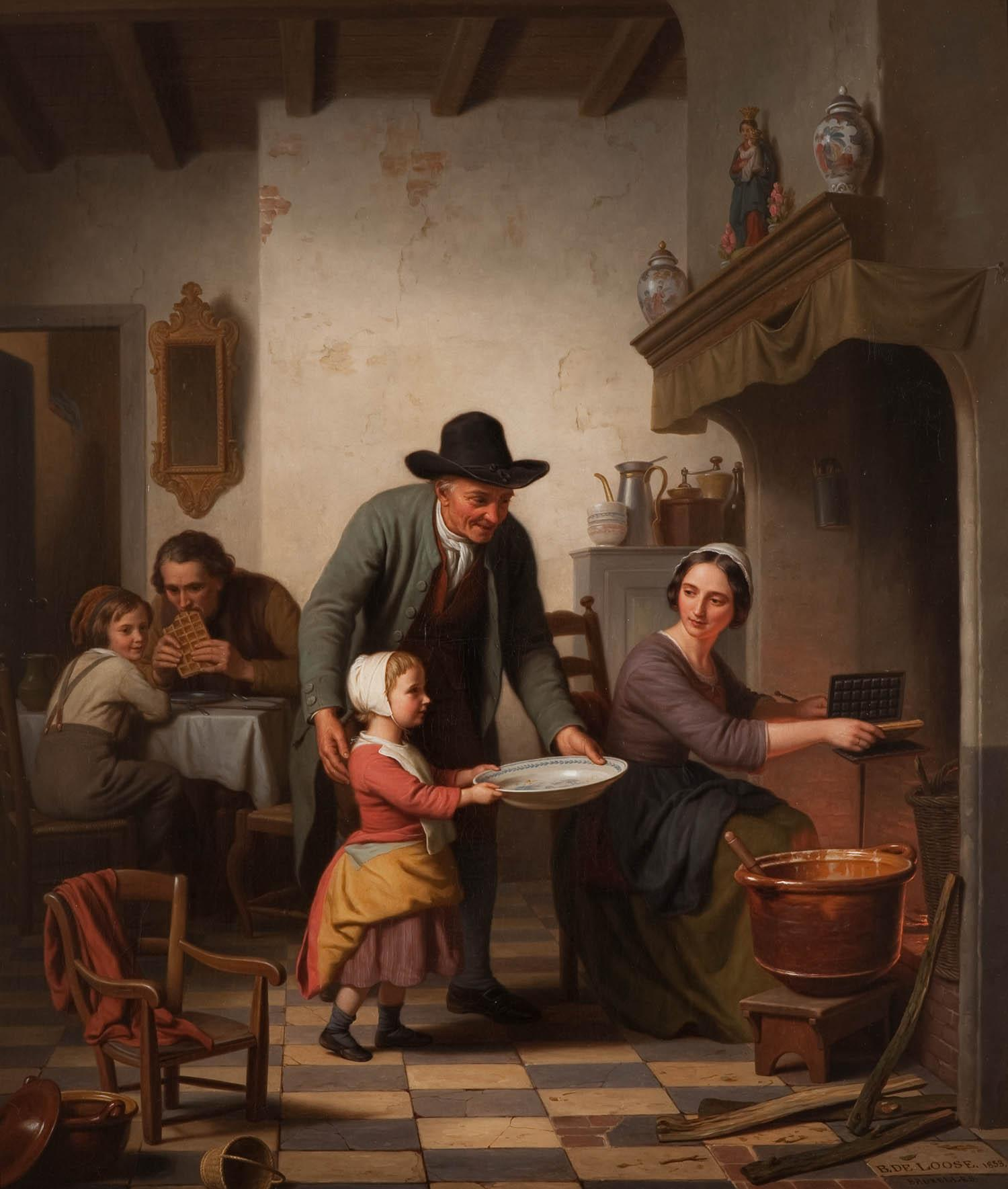
Les Gaufres de Basile De Loose (1853).

Les étymologistes rattachent ce mot au francique « wafla ». Vers 1185, le terme « walfre » désigne une « sorte de pâtisserie cuite entre deux plaques divisées en cellules qui lui impriment un dessin en relief ». En 1433, le Compte de la bonne maison des Ladres, répertoriant les ustensiles de la cuisine, indique un fer à « waufres » mais le Ménagier de Paris utilisait déjà l'orthographe « gauffre ». Jean Nicot, dans son Trésor de la langue française en 1606, écrit « goffre » ; le Dictionnaire de l'Académie française, à partir de la 4e édition (1762) supprime le doublement du « f » tandis que Jean-François Féraud dans son Dictionnaire critique de la langue française, en 1787, ajoute un accent circonflexe (« gaûfre »).

Depuis le XIXe siècle, l'orthographe usuelle est « gaufre » et le genre est féminin, sauf dans certaines régions de la Suisse romande : Genève, Fribourg et Neuchâtel.
Du francique viennent aussi waffle, wafre et wafer en anglais, wâfel, Waffel en allemand, wafel en néerlandais, wåfe en wallon, wafe en wallon de Liège, vaffel en norvégien et en danois, våffla en suédois.

## Synonymie
Plusieurs pâtisseries semblables à la gaufre ont porté un autre nom ; les textes et dictionnaires citent souvent plusieurs de ces noms comme définition de gaufre. La gaufre s'apparente donc :
- au « mestier » servi au Moyen Âge en issue de table[Quoi ?] et à la « supplication » servie au boutehors[17] ;
- à l'« oublie » pour les Anglais[18], les Bretons[19], les Espagnols[20], les Italiens[21], les Néerlandais[22], les Russes[23] ;
- au « plaisir » pour un autre lexicographe espagnol[24] ;
- au « croquet » pour les Languedociens[25] ;
- à la « galette » pour les Ardennais (Belges)[26], les Hesbignons[27] et en wallon liégeois[28] ;
- et encore au « petit métier »[29] ou aux « étriers » et « pridavaux » comme les cite Honoré de Balzac[30] ou « bridaveaux » selon Liébaut[31].

## Historique

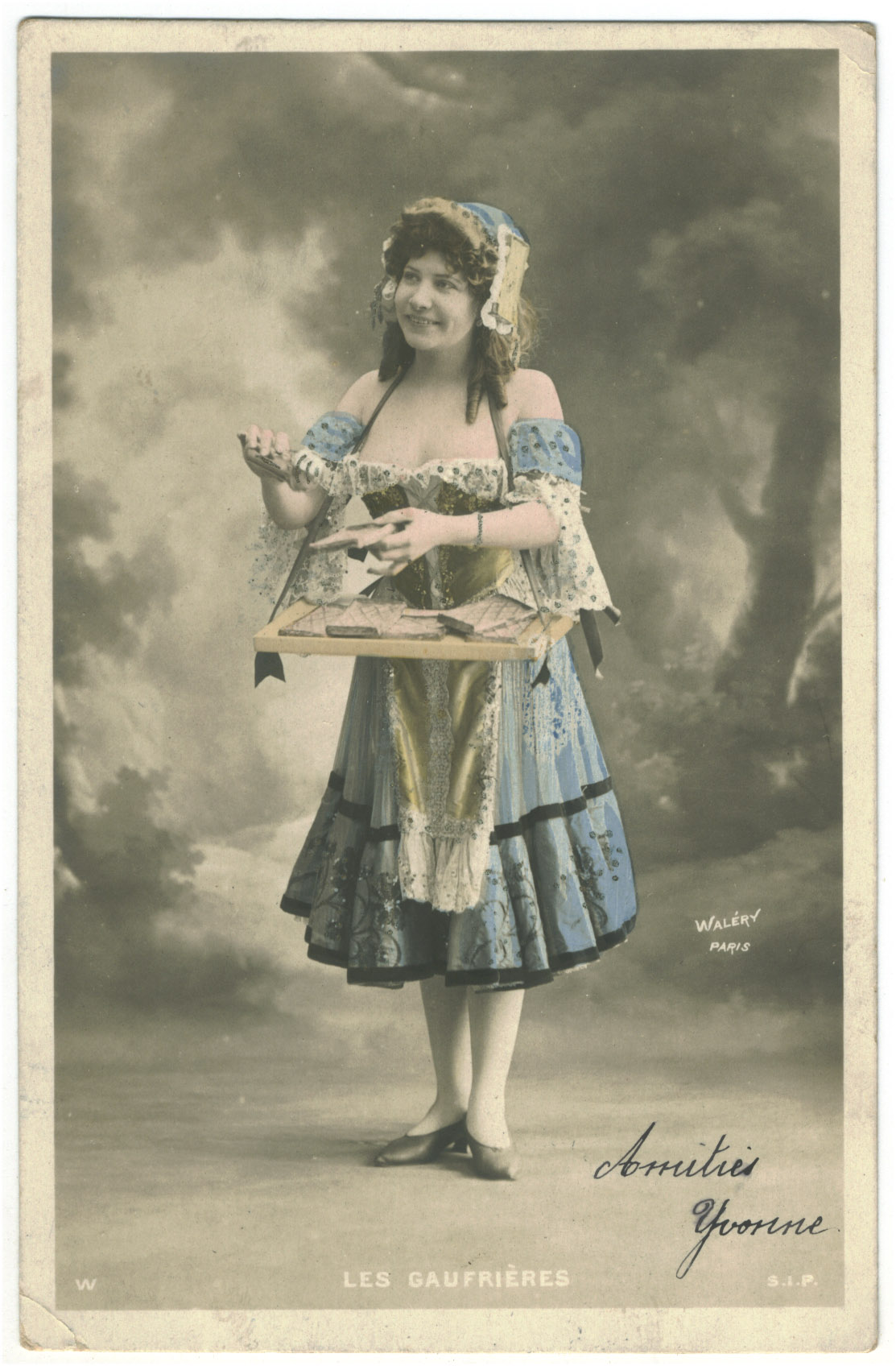
Les Gaufrières, début XXe siècle.

La convergence lexicale entre oublie et gaufre vient du fait que ces deux pâtisseries légères étaient cuites par les oublieurs entre deux plaques de fer, mais la mince oublie était roulée en cylindre ou en cornet, tandis que la gaufre reste généralement plate.
Il est difficile de déterminer à quelle époque cette convergence s'est faite. Dès le XIIIe siècle, on vendait au peuple dans les rues de Paris la gaufre à un demi denier. 
Aux XIVe et XVe siècles, il est courant d'en faire à la maison où cela constitue un mets habituel de l'alimentation paysanne : le Ménagier de Paris au XIVe siècle en donne quatre recettes.
Jean La Bruyère-Champier écrit au XVIe siècle :
« Les gaufres sont un ragout fort prisé de nos paysans, Pour eux, du reste, il ne consiste qu'en une pâte liquide, formée d'eau, de farine et de sel. Ils la versent dans un fer creux, à deux mâchoires, qu'ils ont frotté auparavant avec un peu d'huile de noix, et qu'ils mettent ensuite sur le feu pour cuire la pâte. Ces sortes de gaufres sont très épaisses. Celles que les gens riches font confectionner dans leurs cuisines sont plus petites et plus minces et surtout plus délicates, étant composées de jaunes d'œufs, de sucre et de fine fleur de farine, délayés dans du vin blanc. On les sert à table comme entremets. Quant à leur forme, on leur a donné celle de rayons. François Ier les aimait beaucoup, et possédait même, pour cet usage, des gaufriers en argent. »
Dans certaines régions, la gaufre a été l'aliment de base de la population, faite de farine de sarrasin pendant tout l'hiver, de farine blanche de froment pour les fêtes. Autrefois, les marchands parisiens appelaient les chalands au cri de « La belle gaufre ! » chanté sur une seule note comme l'a noté le musicien français Clément Janequin, qui a intégré certains bruits de la rue dans ses œuvres. 

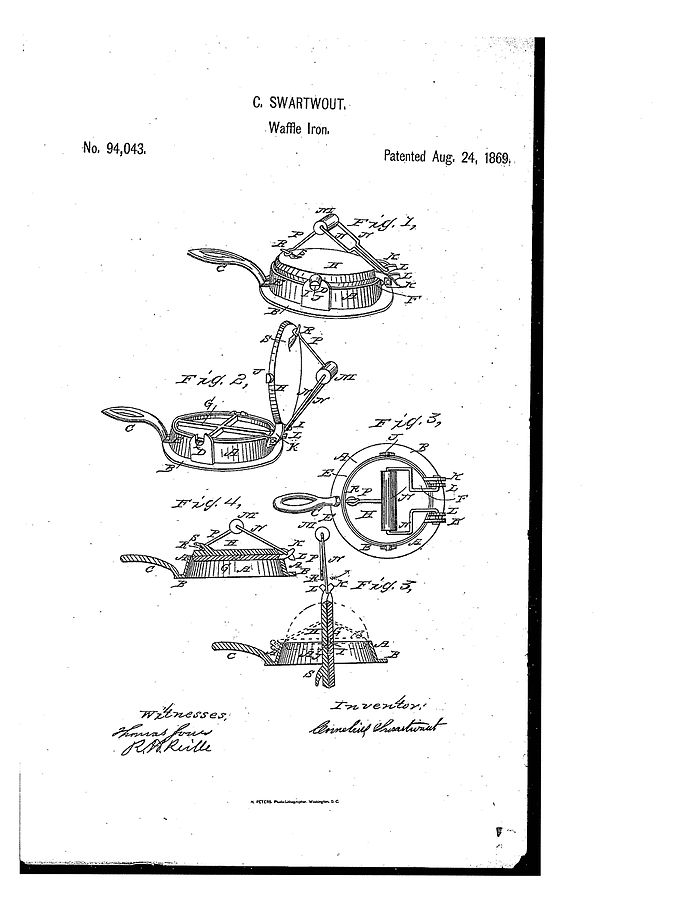
Brevet de Swarthout portant sur le fonctionnement d'une machine à gaufres, 1869

Un auteur du Mercure de France rappelle (en 1768) qu'on avait l'habitude, jusqu'au XVe siècle, de jeter du haut des voûtes des églises, lors des grandes fêtes chrétiennes comme la Pentecôte, des oiseaux, des fleurs et des pâtisseries ; il avance que celles-ci étaient des gaufres.
Au XXIe siècle, la gaufre est toujours un mets de fête que l'on trouve dans toutes les kermesses, foires et braderies, mais elle est aussi l'un des éléments du (petit-)déjeuner aux États-Unis, un en-cas en Europe occidentale et un dessert un peu partout dans le monde. L'industrie fournit des pâtons frais ou surgelés.
La « gaufre belge » est le nom donné par le Bruxellois Maurice Vermeersch à sa variante de « gaufre de Bruxelles » vendue, nappée de fraises et de crème Chantilly, dans ses stands de l'Exposition universelle de New York en 1964 où elle a remporté un énorme succès. Maurice Vermeersch avait choisi ce nom car il pensait que la plupart des Américains, n'ayant que peu de connaissances géographiques, situeraient plus facilement la Belgique que Bruxelles.
En septembre 2009, c'est un autre Belge, Thomas De Geest, qui remporte, grâce à ses gaufres, dans la catégorie desserts, le Vendy Award of Street Food, concours reconnu par la ville de New York qui récompense depuis 2005 les meilleurs mets de cuisine de rue. 

Aux États-Unis, le 24 août se fête le Waffle day ; cela correspond à la date anniversaire du premier brevet américain portant sur le fonctionnement d'une machine à gaufre, attribué en 1869 à Cornelius Swarthout.

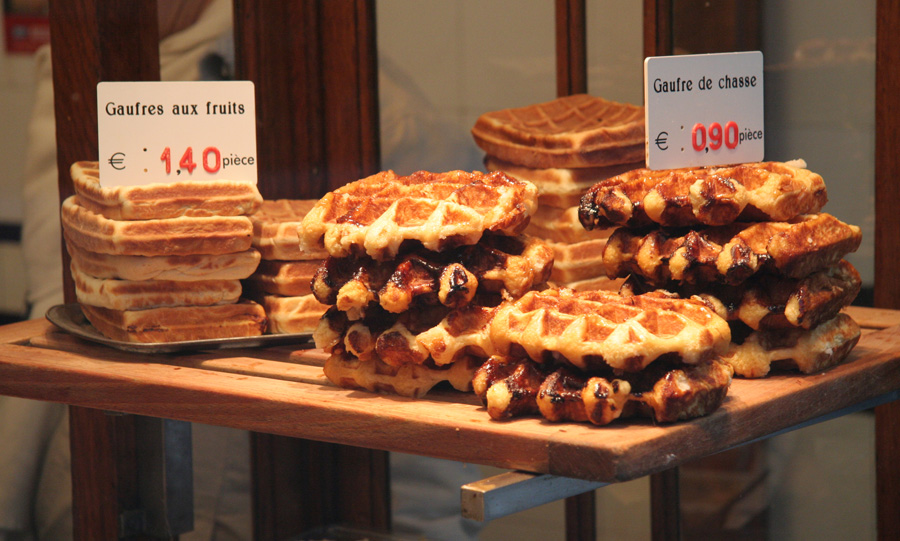
Gaufres aux fruits (en arrière-plan dans l'image) et gaufres de Liège (présentées en avant-plan dans l'image sous la dénomination synonymique de « gaufre de chasse ») artisanales vendues chez un commerçant liégeois.

## Composition

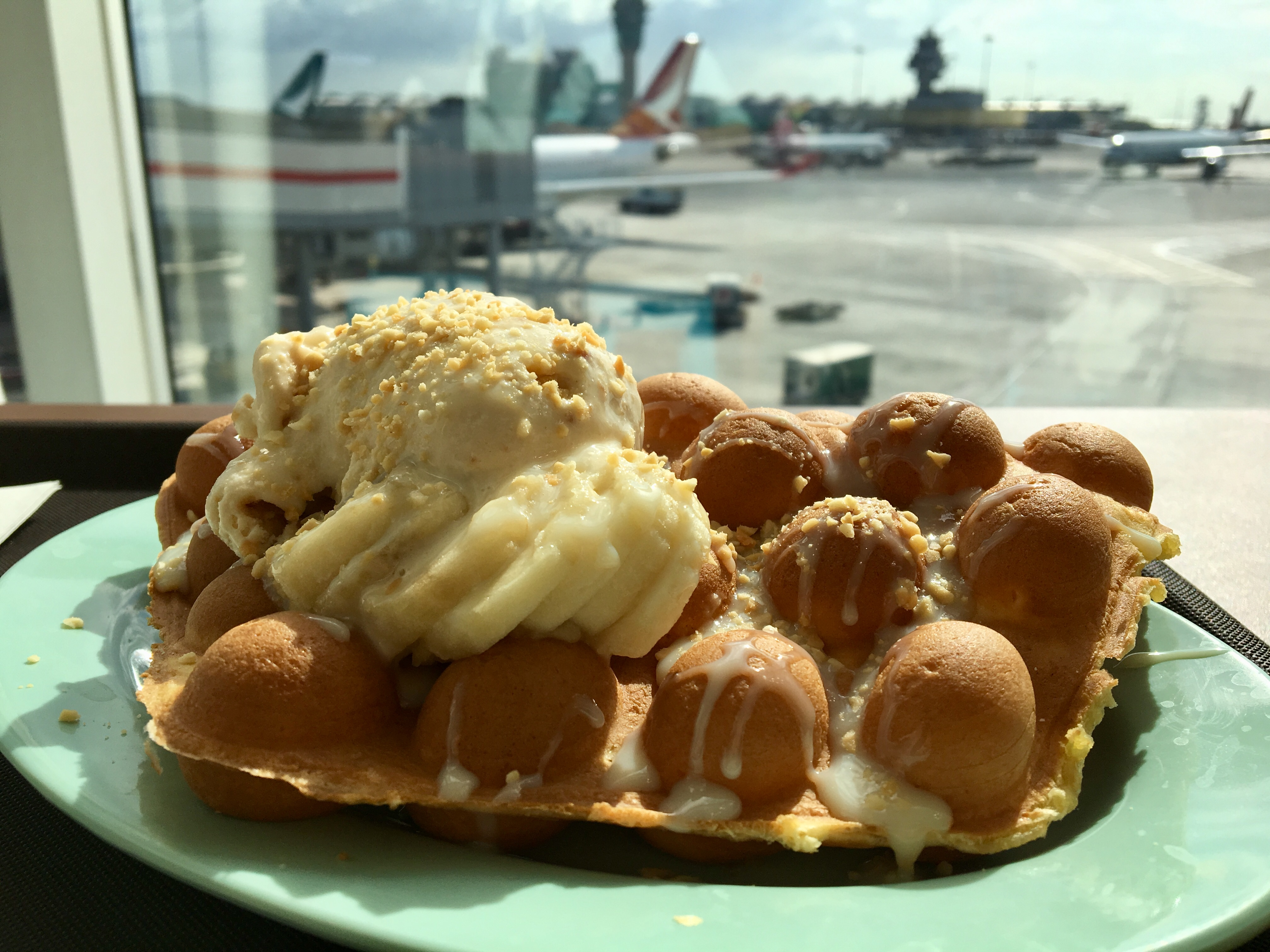
Egg waffle.

La base de la plupart des recettes utilise un mélange de farine de blé, de sel, de sucre, d'œufs ; on y ajoute un liquide (eau, lait, lait battu, beurre fondu), et éventuellement de la levure et d'autres ingrédients pour parfumer la pâte (vanille, cannelle, noix de coco râpée, etc.).
D'autres farines que le blé peuvent être utilisés, comme le maïs, ce qui donne une gaufre « épaisse comme la main », d'aspect compact, que les Bourguignons mangeaient fréquemment.
Il existe également des gaufres à base de pomme de terre aussi, que l'on appelle dans les pays anglo-saxons Potato waffles.
Les cellules des gaufres sont en général rectangulaires, mais la egg waffle (ou bubble waffle) présente des reliefs en forme de demi-sphères. Cette variante est notamment populaire à Hong Kong et à Macao.

## Typologie
Par ordre alphabétique : 

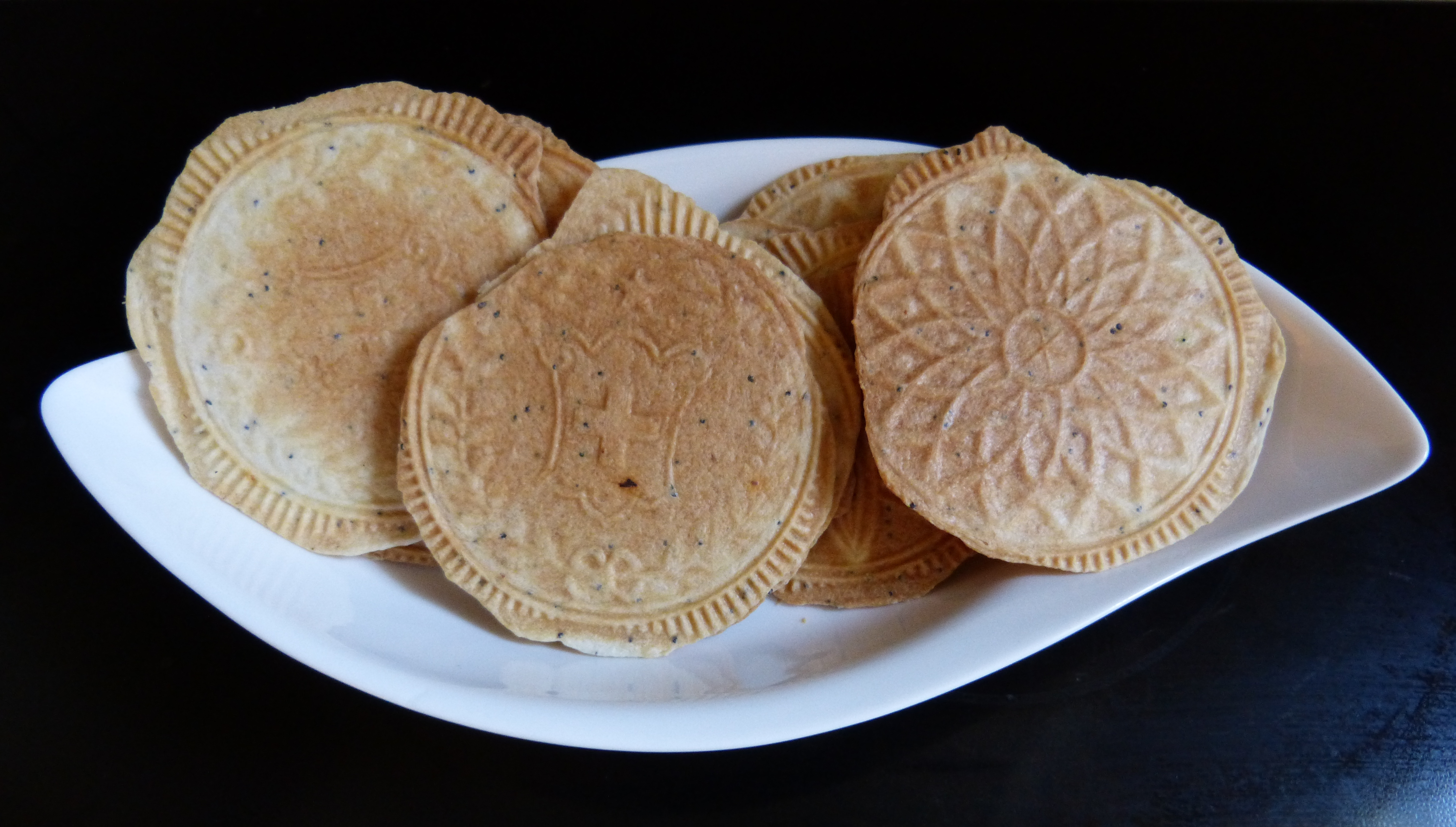
Bricelets ronds artisanaux.

- bricelet : gaufrette fine et croustillante, spécialité de Suisse occidentale ;
- escalette de Montpellier : gaufre fine et croquante parfumée à la fleur d'oranger
- gaufre : pâte Quatre-quarts ;
- gaufre à griller (Toastwafel) : fourrée aux fruits ou au chocolat, vendue dans le commerce, à passer au grille-pain pour le (petit-)déjeuner ;
- gaufre à la bière : fondante et légère ;
- gaufre à la flamande : avec levure de bière et blancs d'œufs fouettés[38], parfois avec du cognac ;
- gaufre à l'allemande : avec des épices mêlées de cannelle, girofle et muscade[38] ;

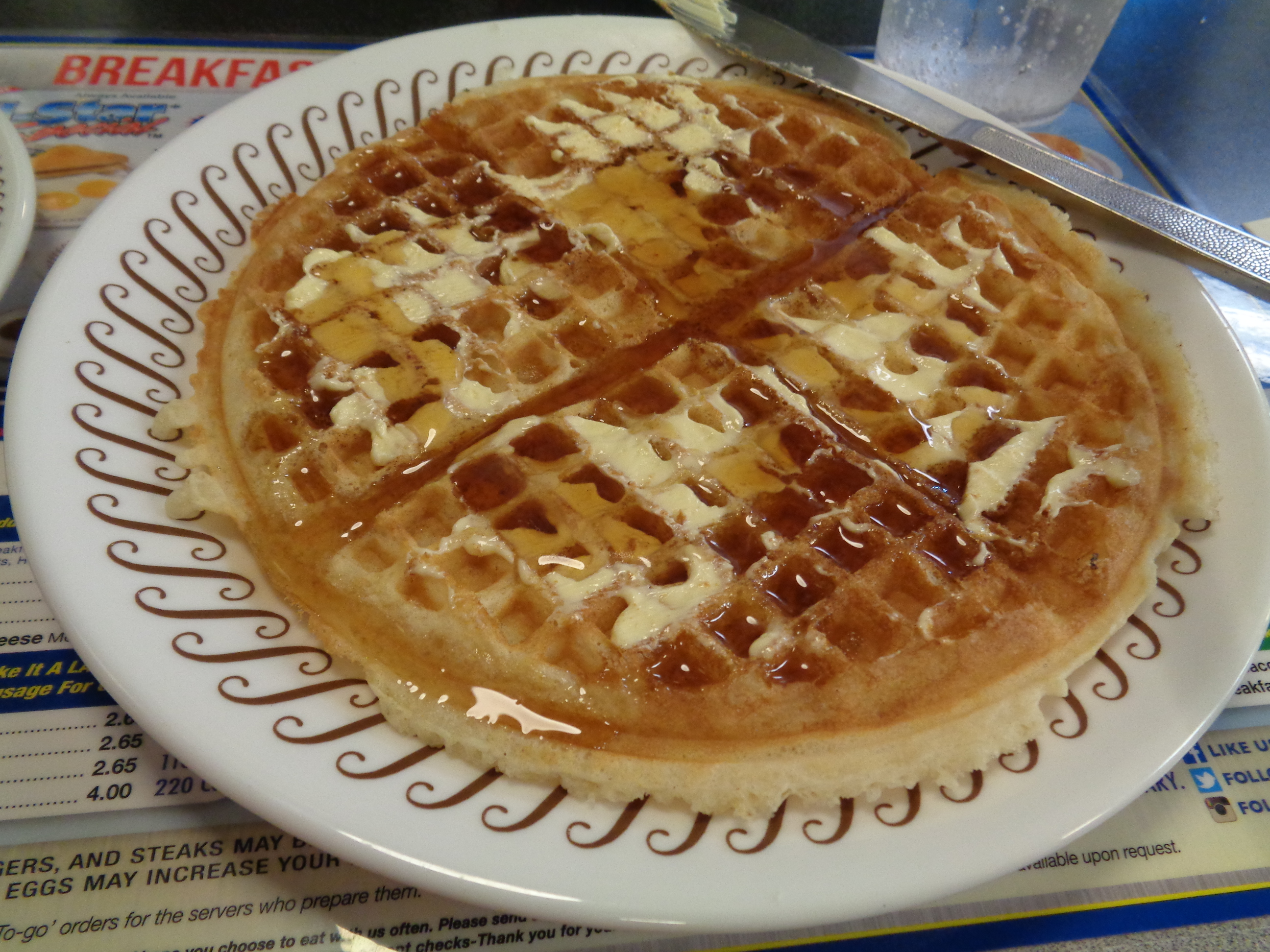
Gaufre américaine, Baytree Waffle House, Remerton.

- gaufre américaine : pâte levée avec levure chimique. Généralement servie au déjeuner, elle intervient aussi dans d'autres mets comme le Chicken and waffles ou constitue un dessert ;
- gaufre au chocolat : avec du chocolat râpé[38] ou trempée entièrement ou sur une face dans le chocolat fondu ;
- gaufre au fromage : avec un peu de fromage déposé au milieu du pâton étalé dont on rabat les bords par-dessus ;
- gaufre au lard : avec une fine tranche de lard posée sur la pâte étendue sur le fer avant de refermer celui-ci ;
- gaufre aux fruits : rectangulaire, fourrée de fruits (ananas, abricot, cerise, pomme prune) ;
- gaufre bordelaise : croquante, elle peut être parfumée à la fleur d'oranger, ou au citron, à l'orange et au rhum[réf. nécessaire] ;
- gaufre de Binche : à base de lait battu et de levure[39] ;

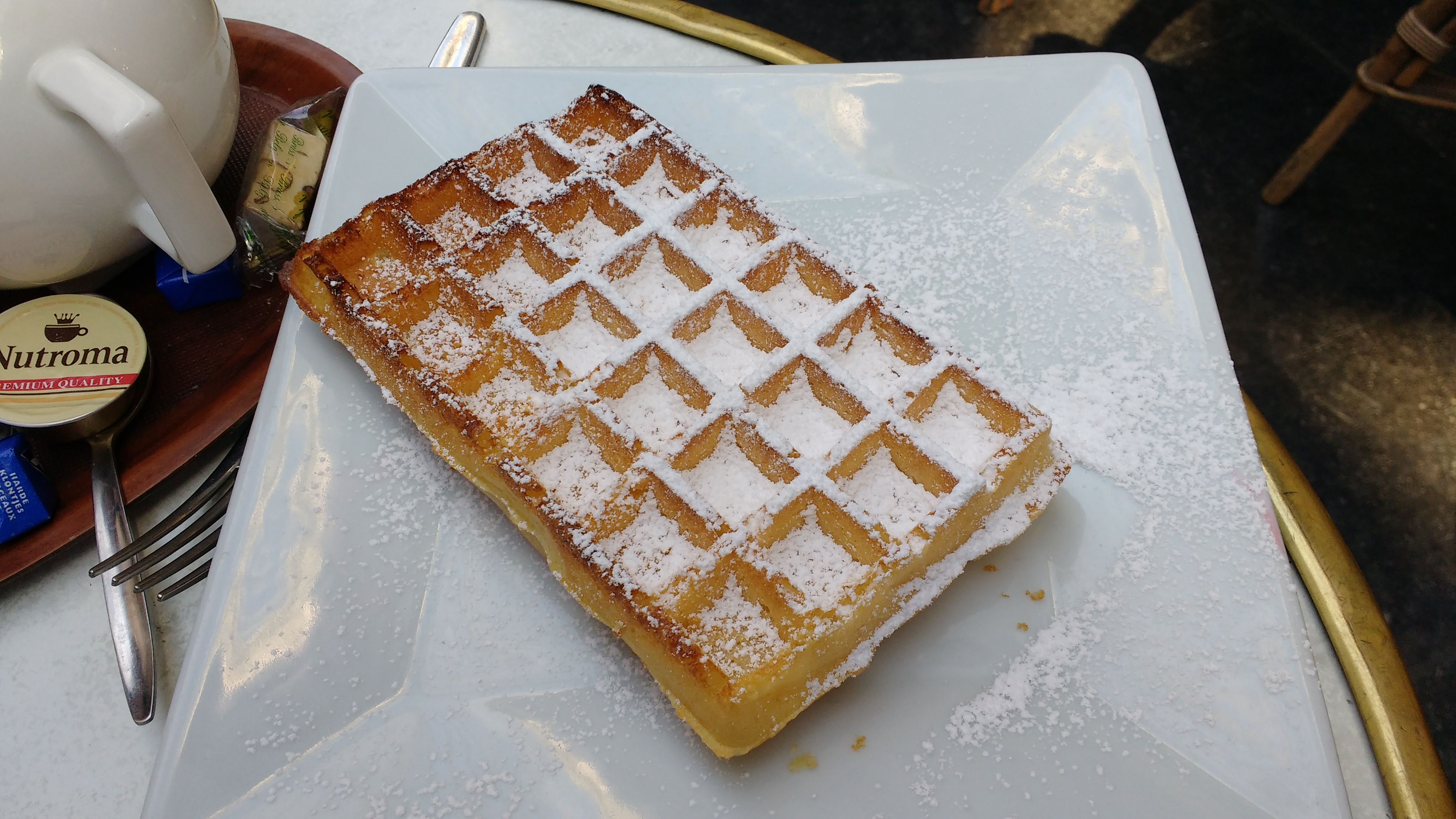
Gaufre de Bruxelles.

- gaufre de Bruxelles ou, aux États-Unis, « gaufre belge » : gaufre rectangulaire à 20 alvéoles, la levure la rend légère et croustillante, nappée de crème chantilly ou de sucre glace ;
- gaufre campinoise : gaufre peu épaisse à damier fin, légèrement croquante (mi-sèche), ronde ou ovale (généralement d'une dizaine de centimètres de longueur), populaire en Belgique et originaire de la Campine ;
- gaufre de chasse : pâtisserie épaisse qui inclut du sucre gros grains, dit aussi "sucre perlé" en Belgique, et qu'on appelle en wallon des groumiotes di souke ;
- gaufre de Dunkerque, ou gaufre dunkerquoise : gaufrette sèche, ronde et croquante ;
- gaufre de Hong Kong :  après cuisson, nappée de beurre, beurre d'arachide et de sucre, puis pliée en deux pour la dégustation ;

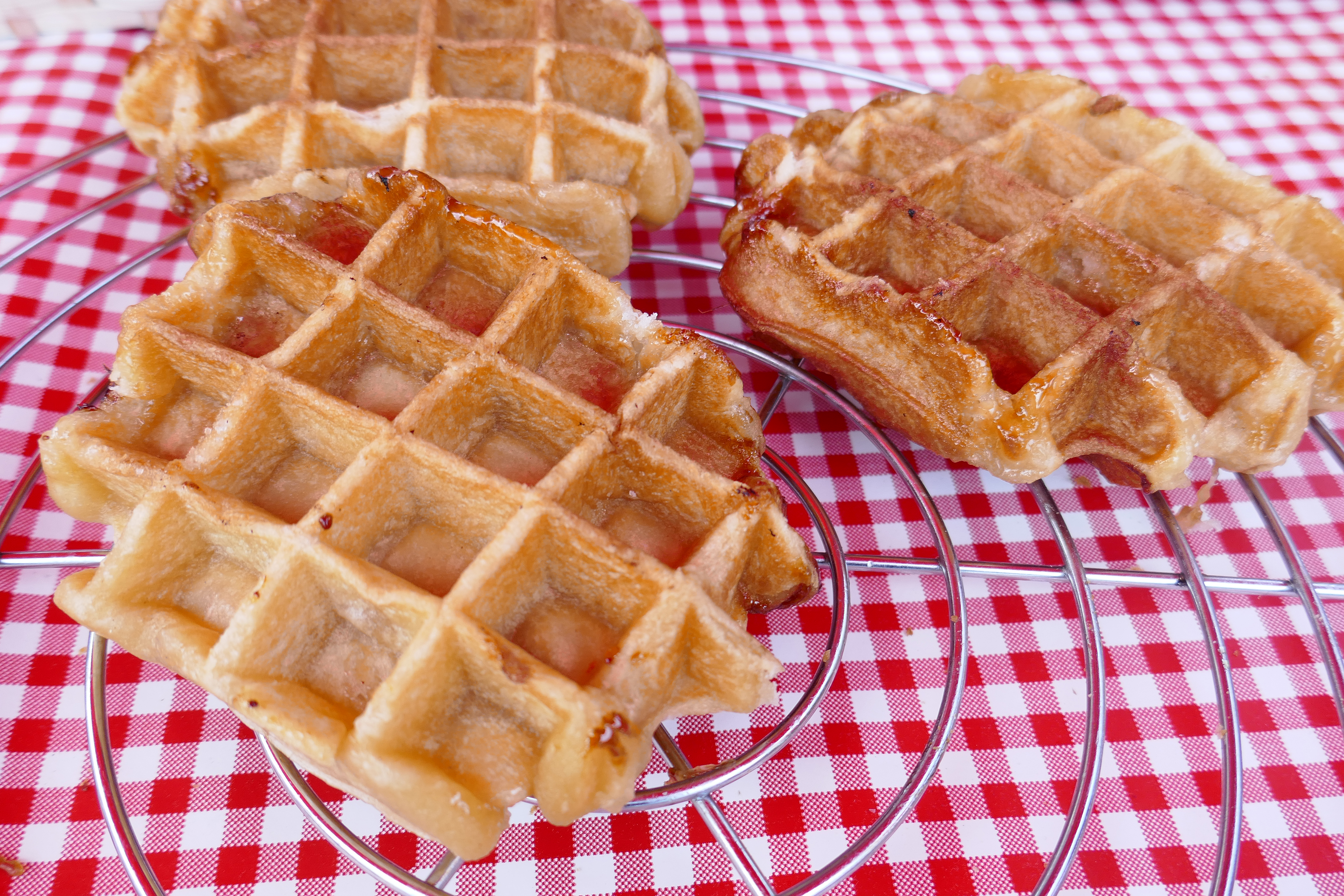
Gaufres de Liège.

- gaufre de Liège ou gaufre liégeoise (plus communément appelée Gauff’ au suc’ avec l'accent liégeois) : pâte fermentée à la levure avec cannelle. Cette gaufre sans coins à 24 alvéoles se mange tiède. Suivant les recettes, du sucre perlé peut être ajouté, comme dans la gaufre de chasse ;
- gaufre de ménage : sans vanille, mais dont la pâte inclut de l'eau[40] ;
- gaufre dure : semblable à la gaufre de chasse, mais dépourvue de sucre. Elle se conserve aisément un mois, raison pour laquelle elle figurait dans les colis envoyés par les familles aux prisonniers de guerre en Allemagne ;
- gaufre fourrée lilloise, ou gaufre du Nord, ou gaufre flamande fourrée (ne pas confondre avec la gaufre flamande sèche, voir gaufre de Dunkerque) : gaufre ovale fourrée au beurre et à la vergeoise[41] ;Gaufres fourrées à la vergeoise, spécialité lilloise.

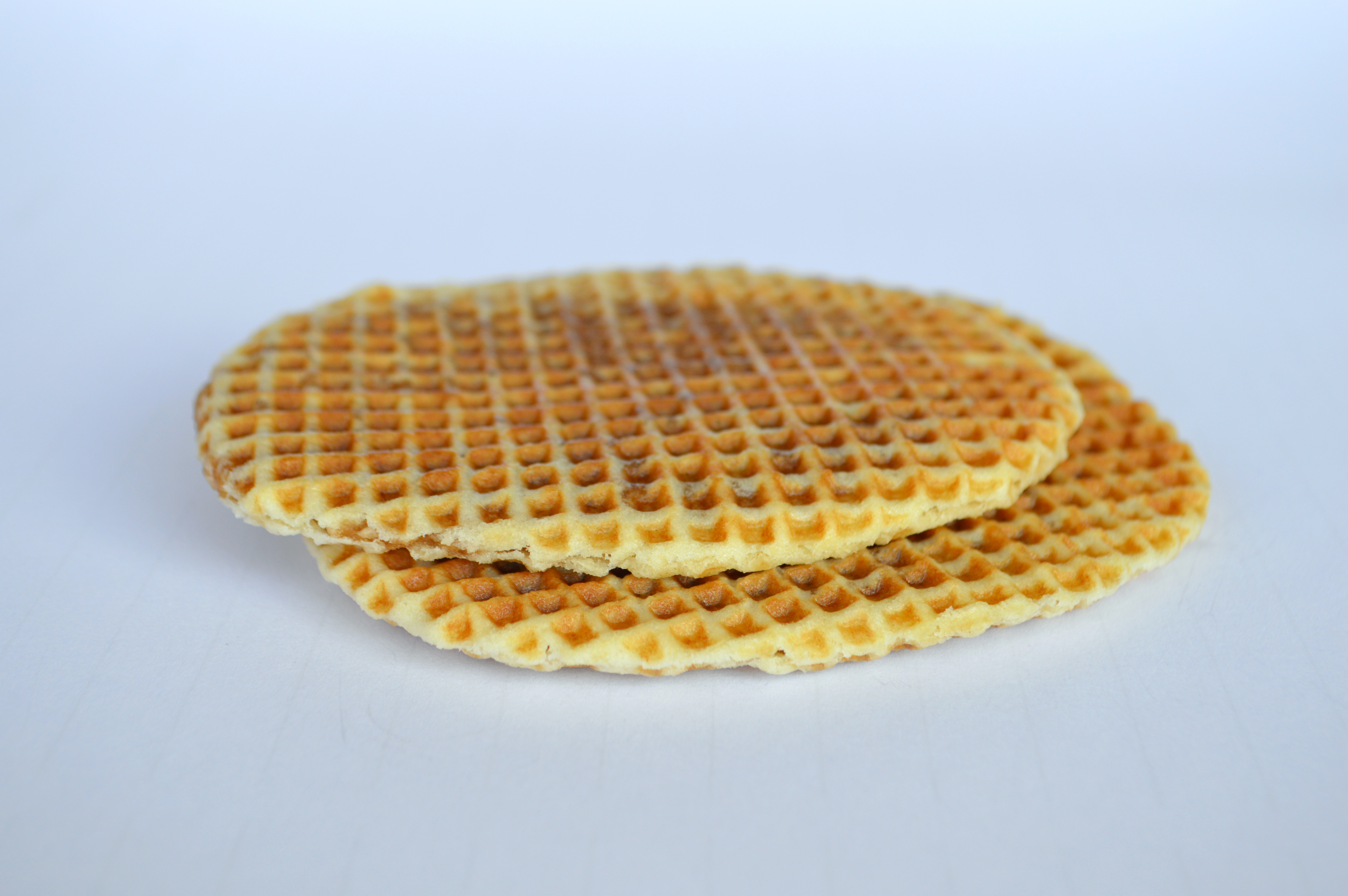
Gaufres fourrées à la vergeoise, spécialité lilloise.

- gaufre hollandaise (stroopwafel ou gaufre de Gouda) : disque plat coupé en deux dans son épaisseur et fourré de sirop de caramel ;
- gaufre molle : à base de farine fermentante ;
- gaufre pour glace : farine, sucre, œufs, fleur d'oranger, lait et beurre, cuite dans les fers et tournée autour d'un petit rouleau[5] ;
- gaufre russe : gaufrette fourrée ;
- gaufre scandinave : très fine, en forme de cœur, avec garniture salée ou sucrée selon les régions ;
- gaufrette : petite gaufre sèche, ou galette alvéolée de type oublie ou hostie ;
- gaufrette fine : amandes broyées, sucre, blancs d'œufs, farine ; cuites au four selon Lacam ;
- kniepertie : sorte d'oublie souvent roulée en cornet. Elle est préparée à la fin de l'année dans les provinces de Drenthe, Groningue et Gueldre ;
- Krumkake : fine gaufre roulée norvégienne dans la composition de laquelle entre de la crème ; préparation traditionnelle de Noël ;
- lacquemant : fine gaufre liégeoise ;
- mestier : fleur de farine de froment avec un peu de sel, trempée d'eau et de vin blanc avec sucre ; plus mince que les gaufres[42] ;

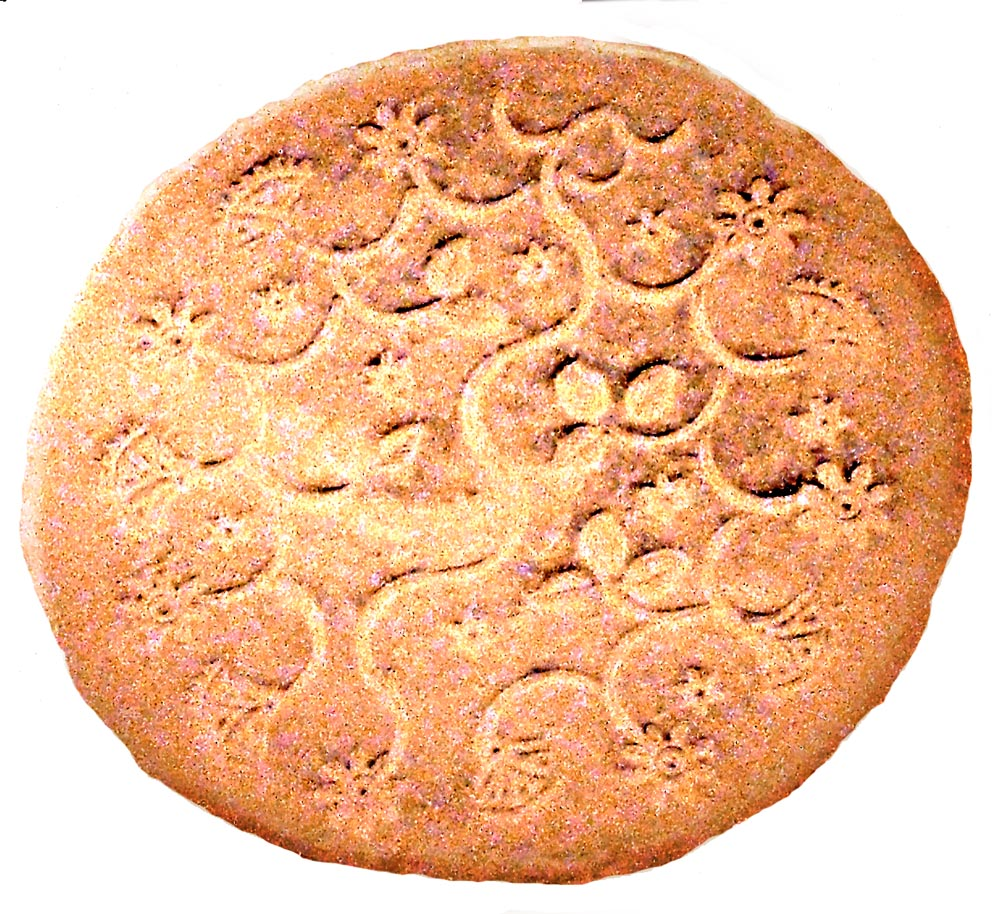
Oublie.

- oublie : fleur de farine de froment avec un peu de sel, trempée d'eau et de vin blanc avec du miel ; plus mince que les gaufres[42] ;
- oublie de supplication : gaufre épaisse médiévale ;
- pizelle : gaufrette italienne très fine, mangée surtout à Pâques et à Noël ;
- potato waffles : à base de pomme de terre ;
- spekdik : composée de farine de seigle, œufs, sirop, lard et morceaux de saucisse sèche, lors de la période du Nouvel An, dans l'est de la Frise (province des Pays-Bas).

## Galerie de photos

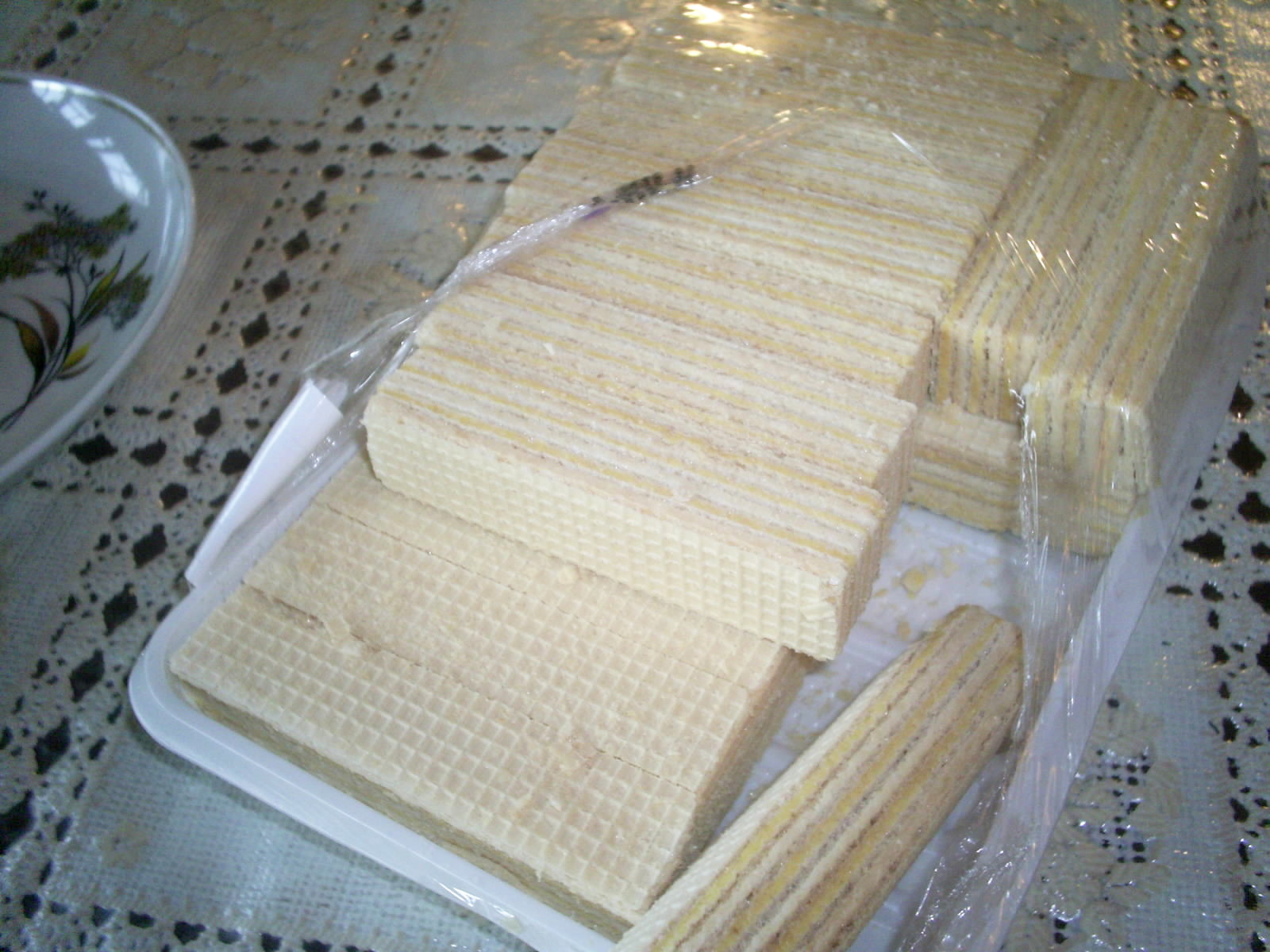
Gaufres russes.
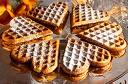
Gaufres scandinaves.
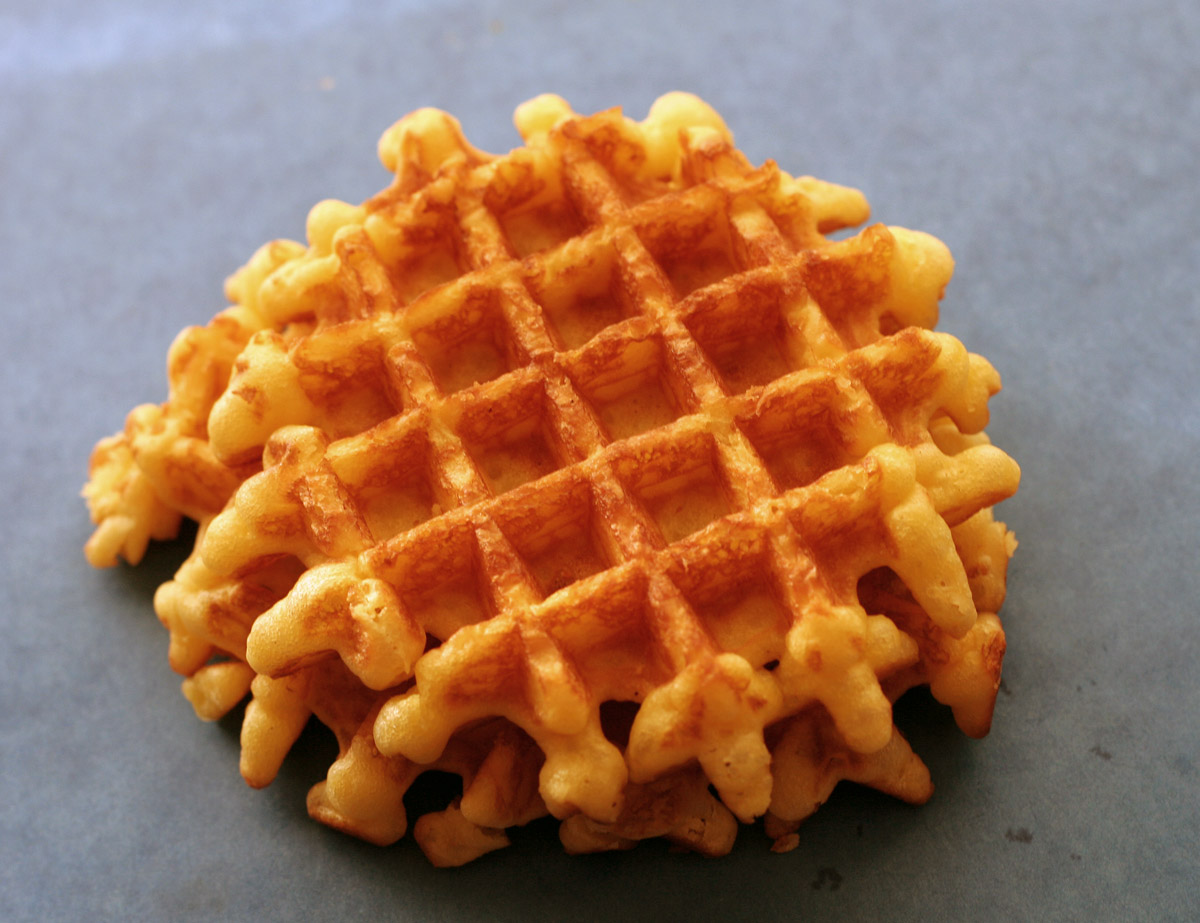
Galette.
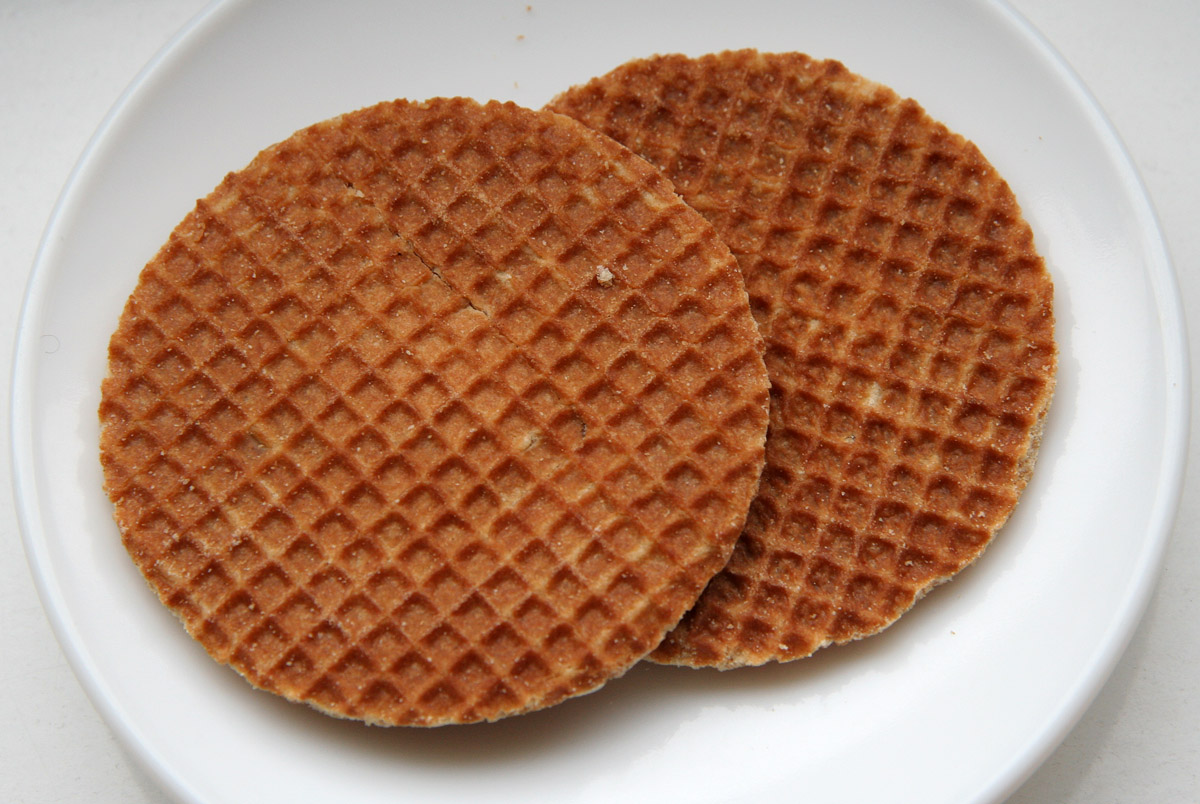
Gaufre fourrée au sucre vanillé ou au miel.
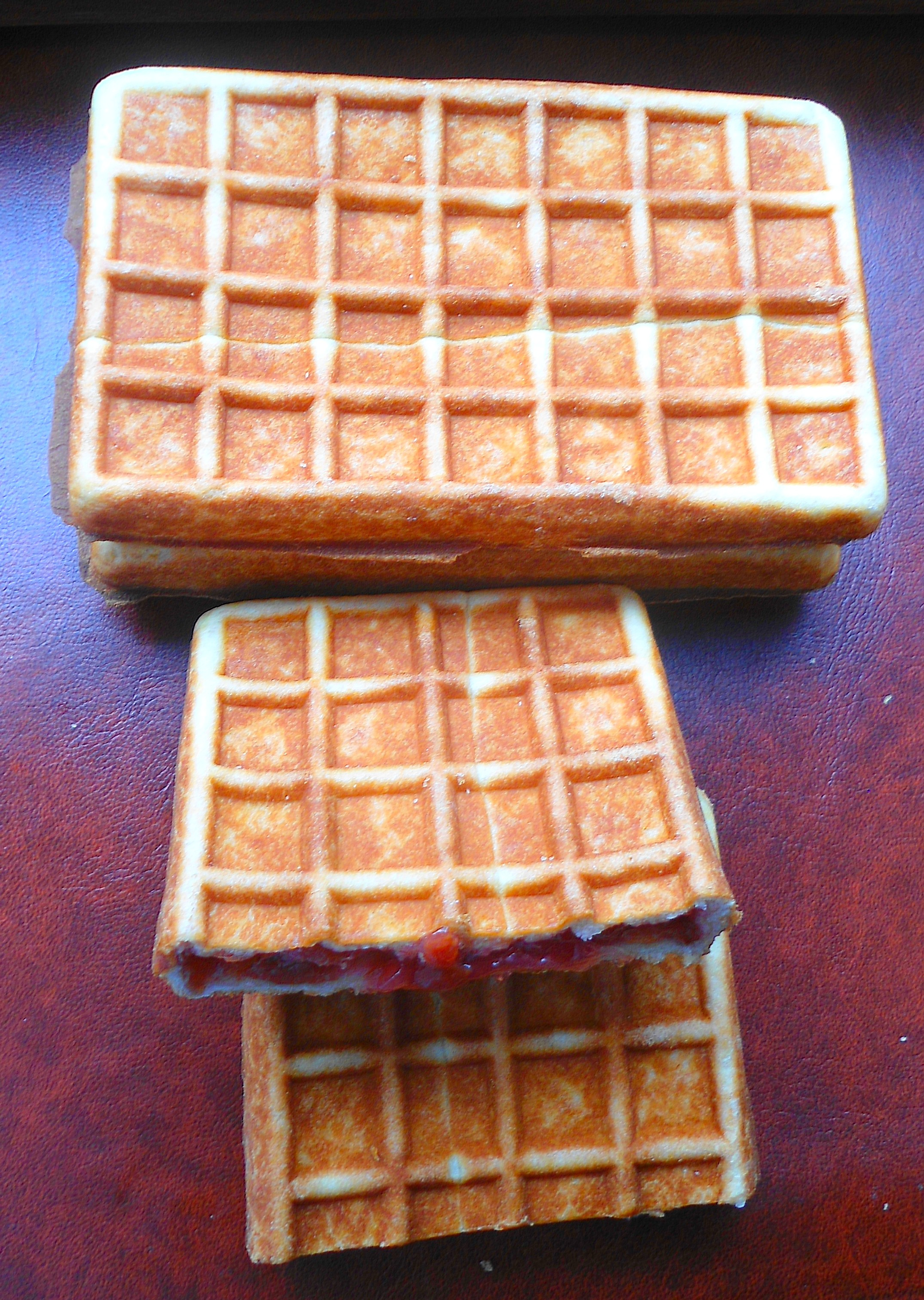
Gaufres aux fruits.
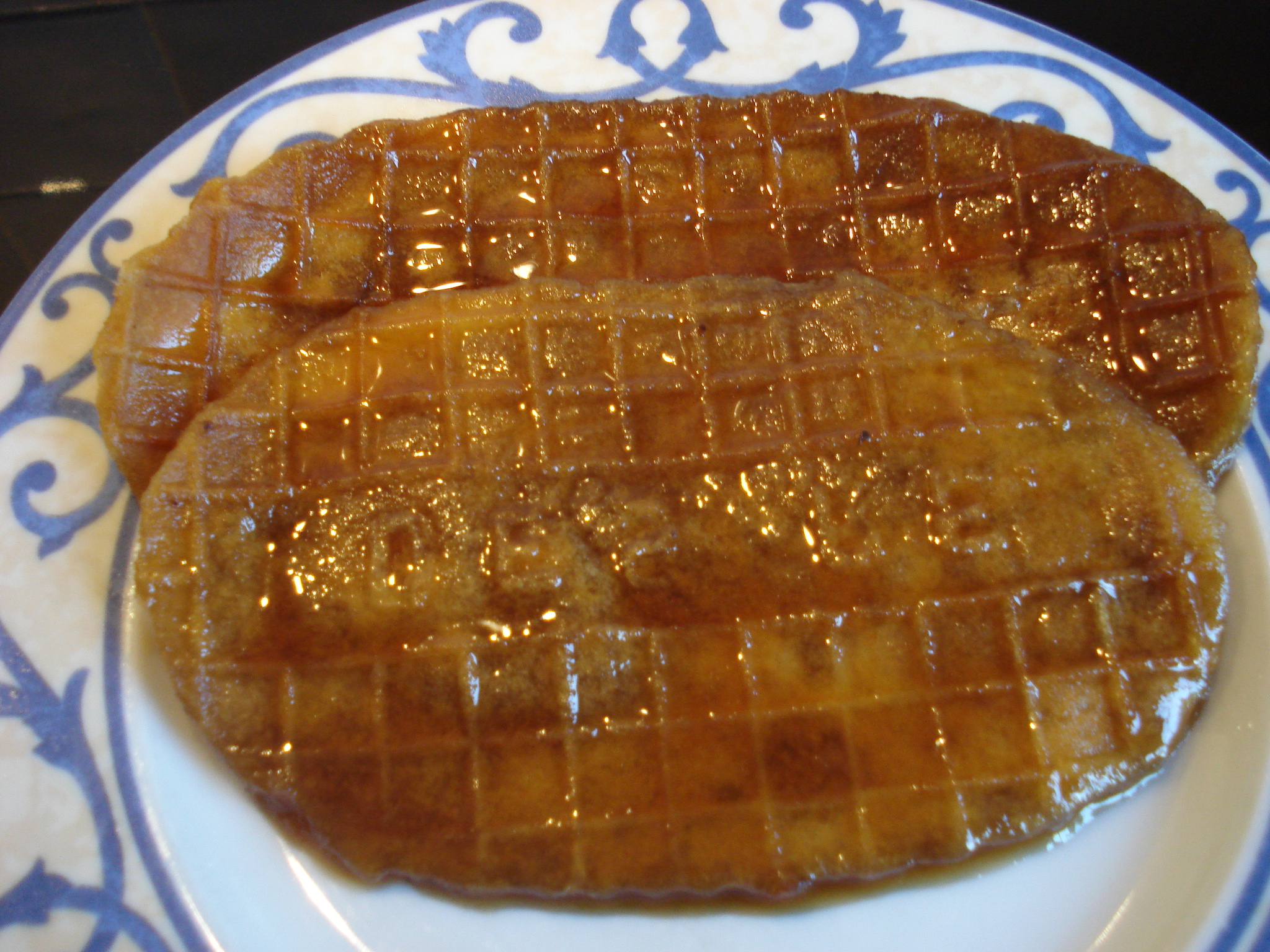
Lacquemant.
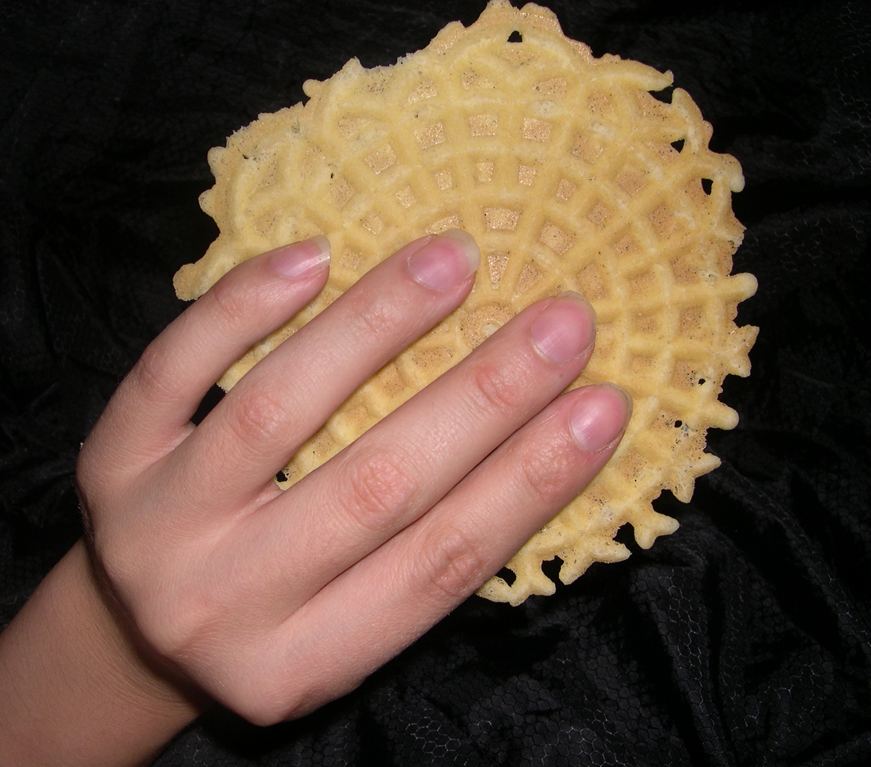
Pizelle italienne.
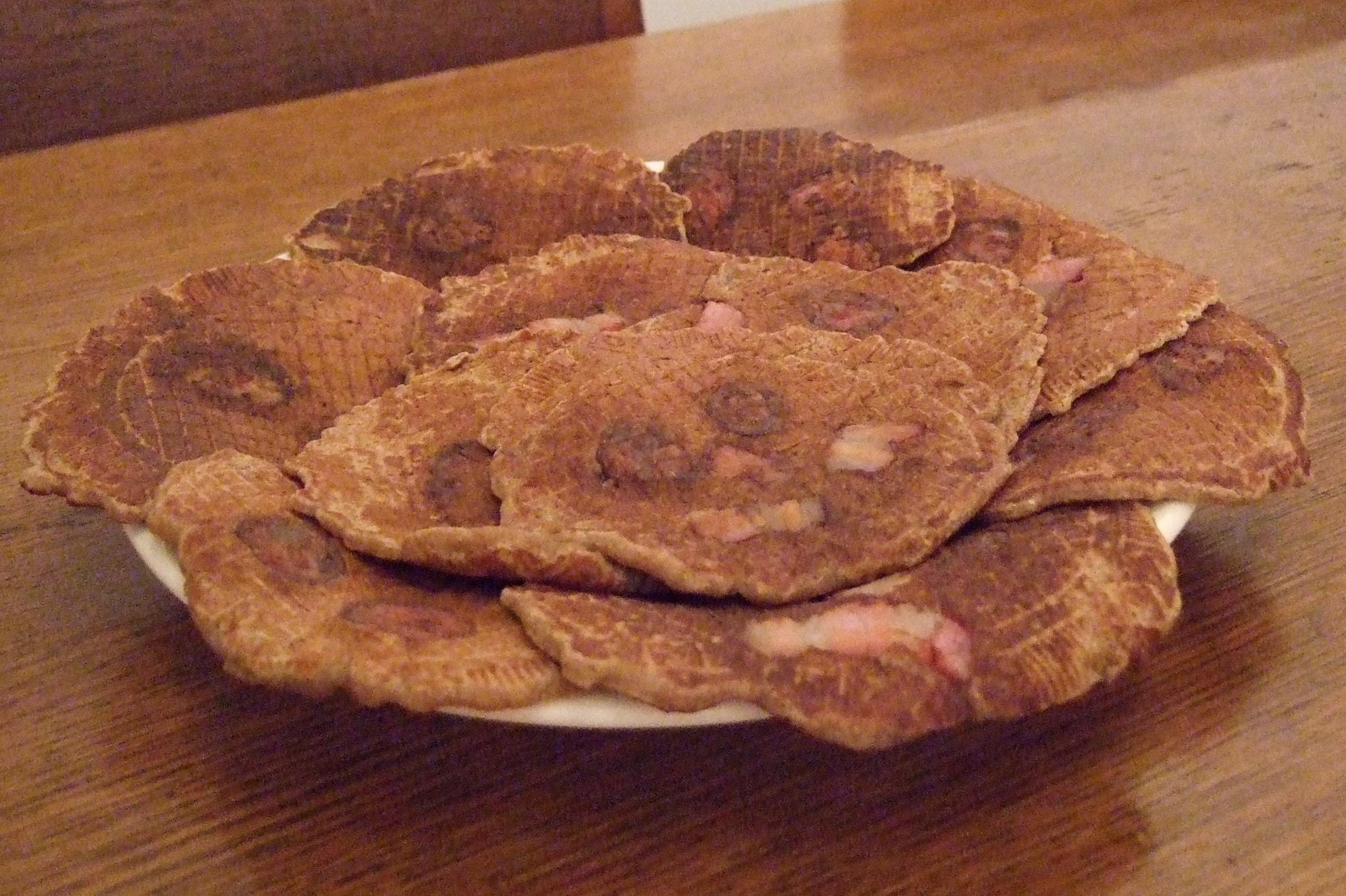
Spekdikken, gaufres au lard.
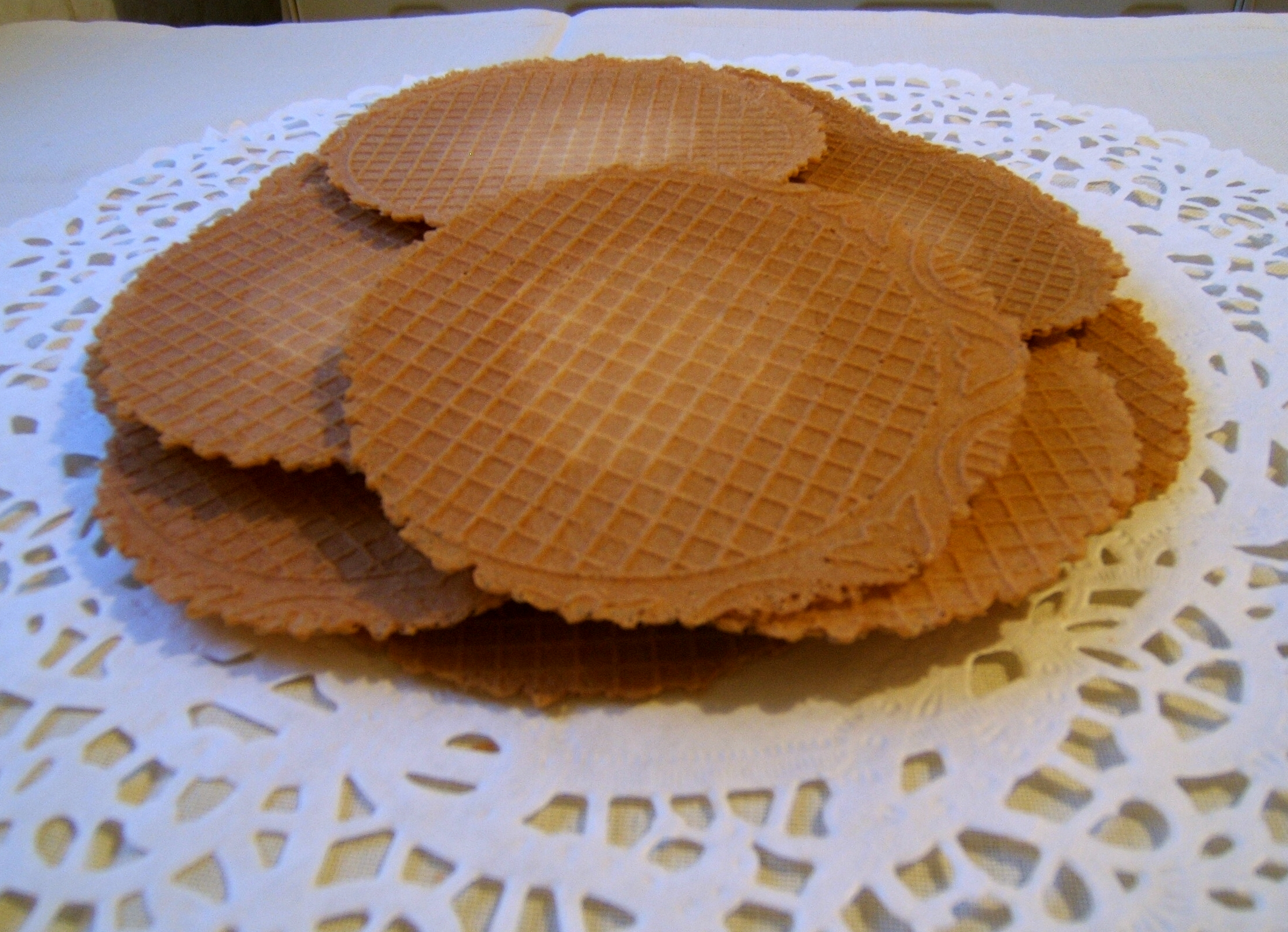
Knieperties.
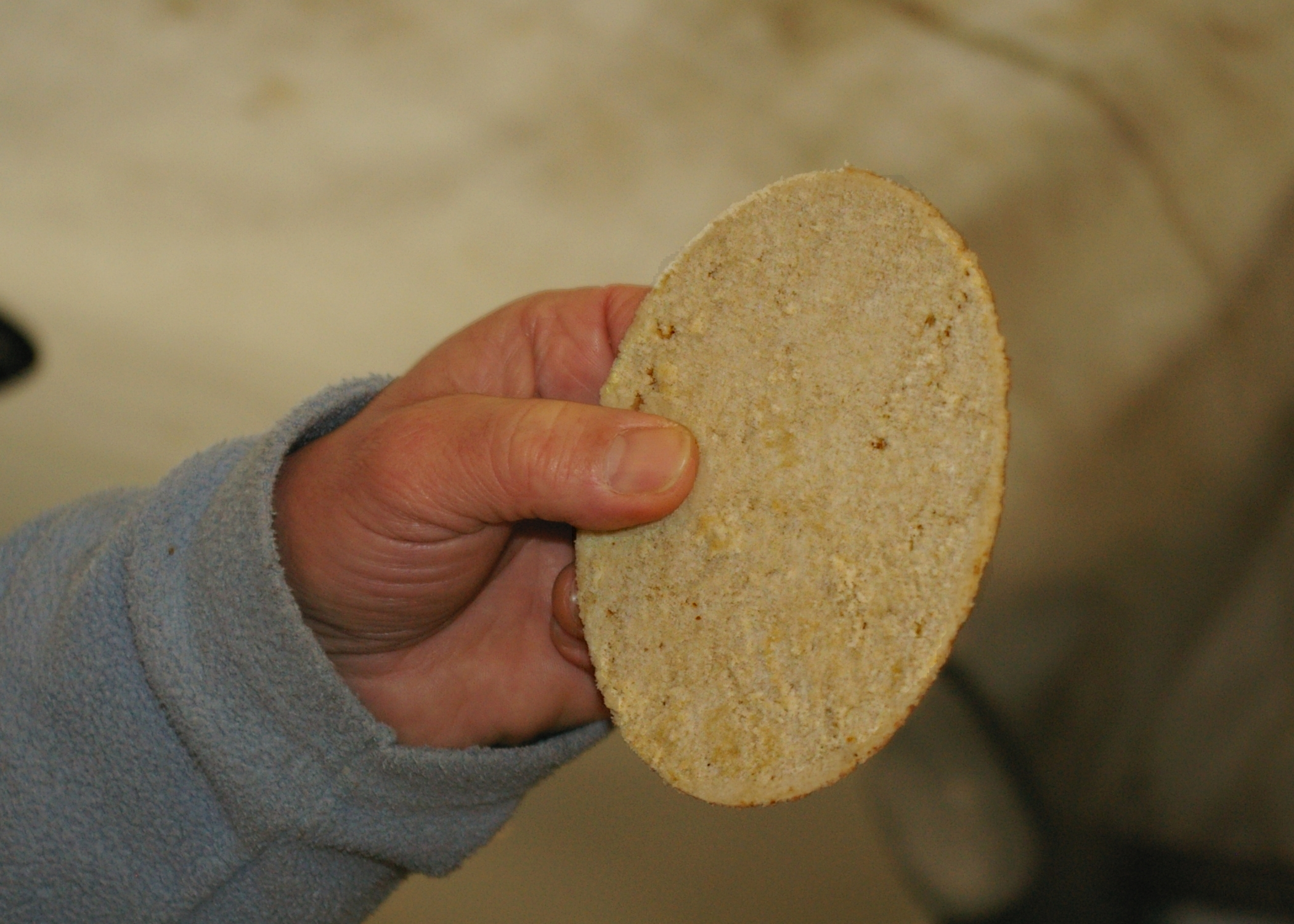
Tranche de gaufre hollandaise.
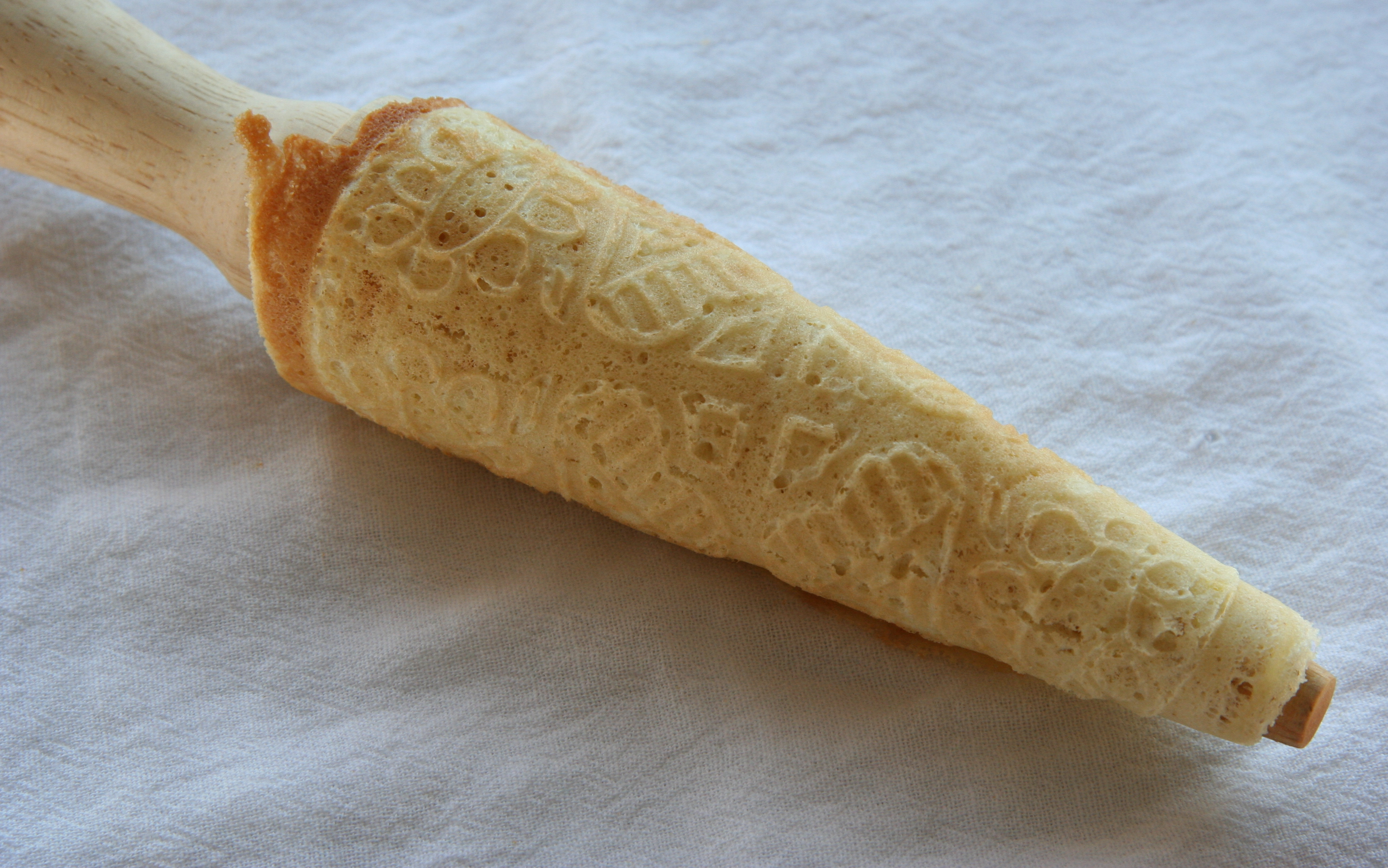
Krumkake, sorte de gaufre roulée norvégienne.
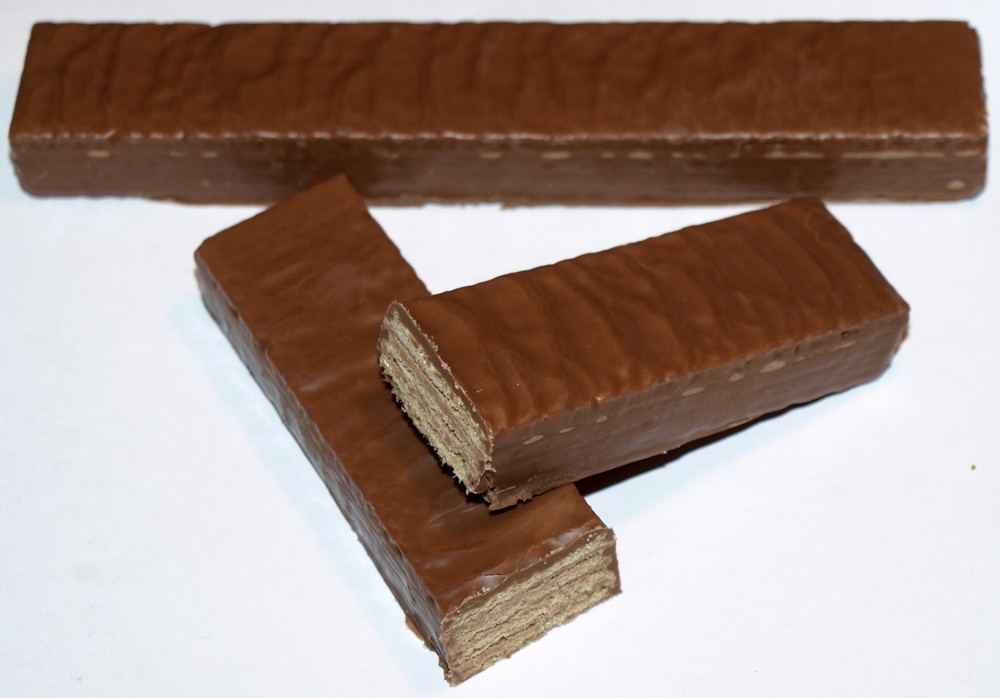
Kägi fret suisse.
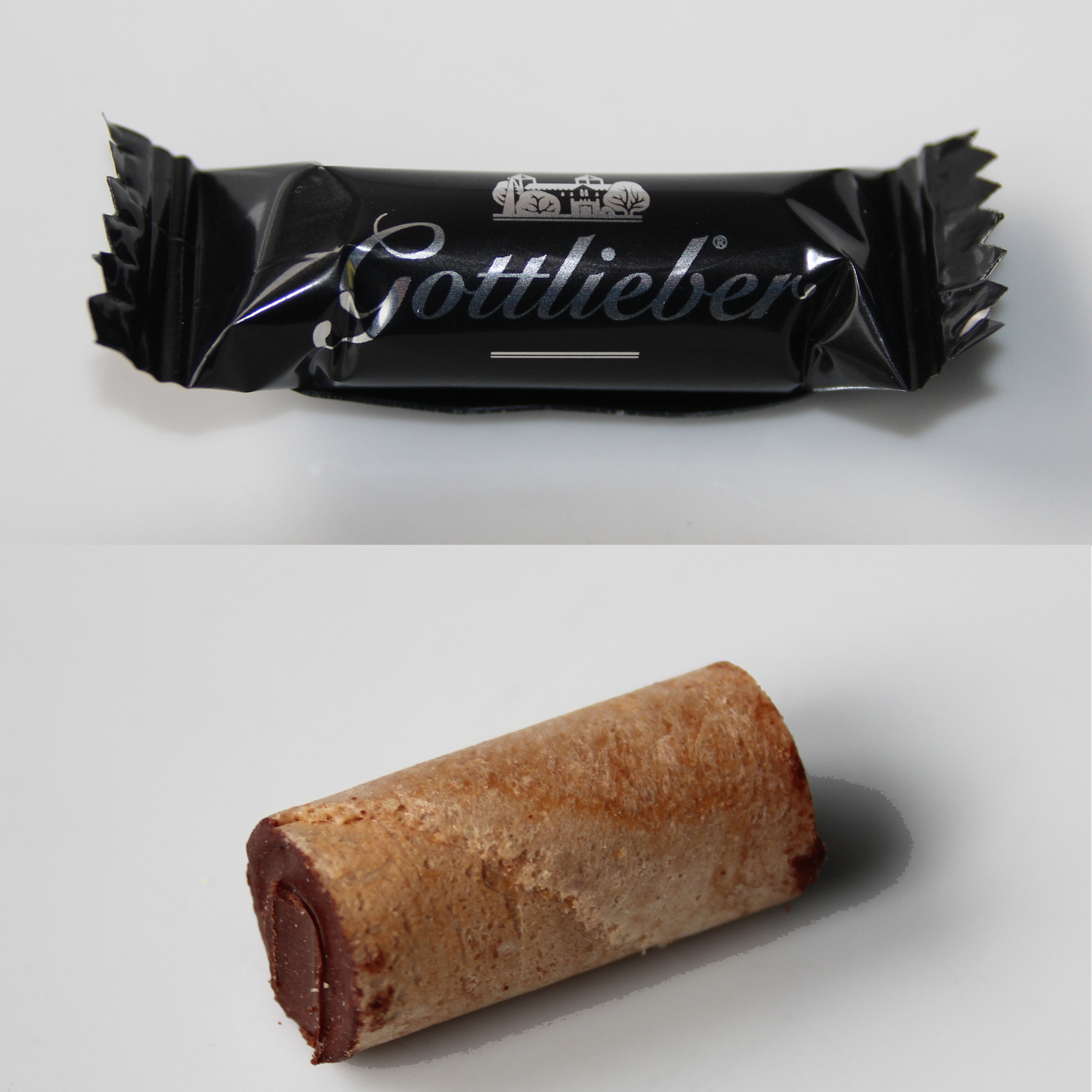
Gaufre roulée de Gottlieben.
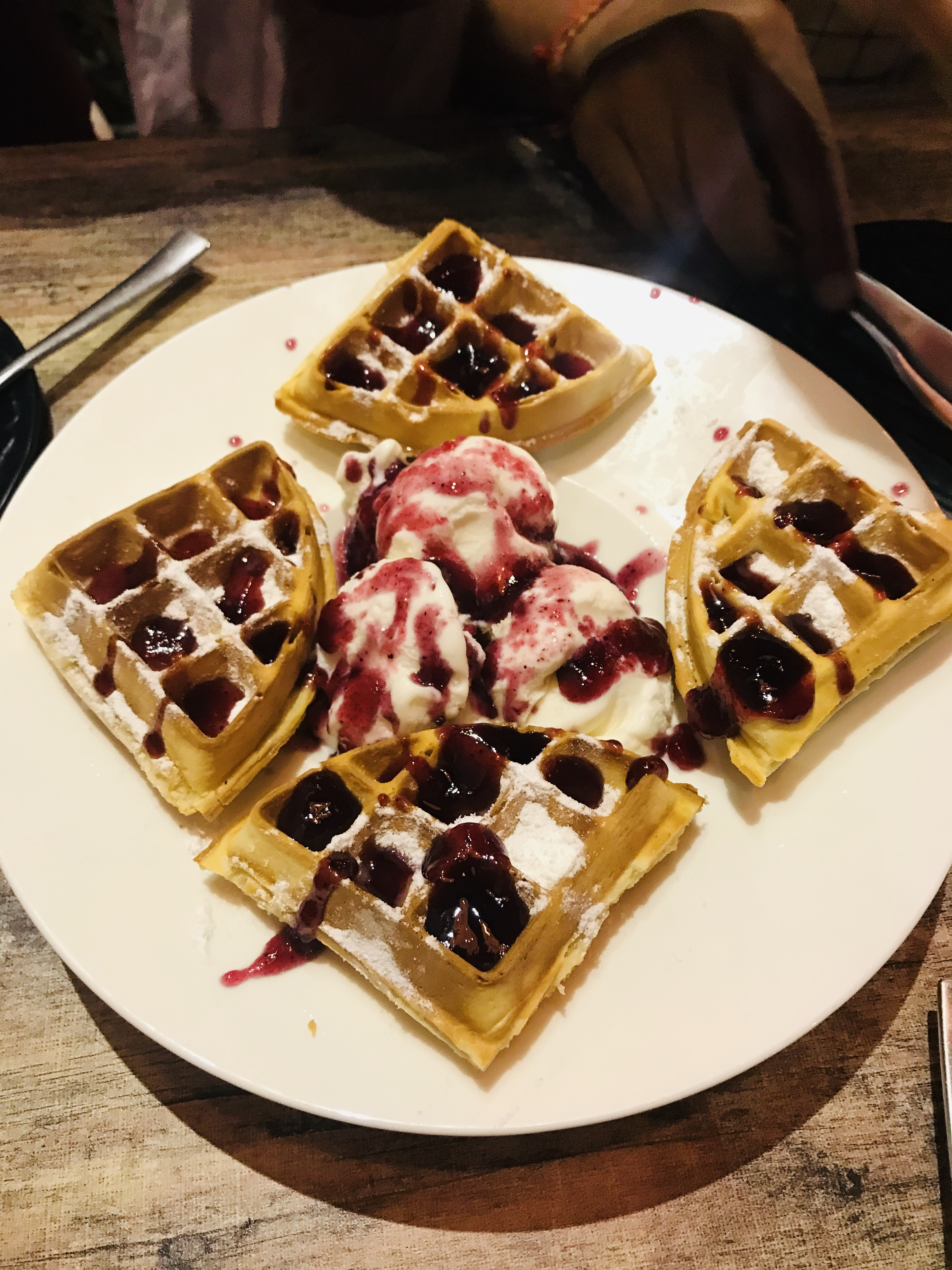
Gaufres.
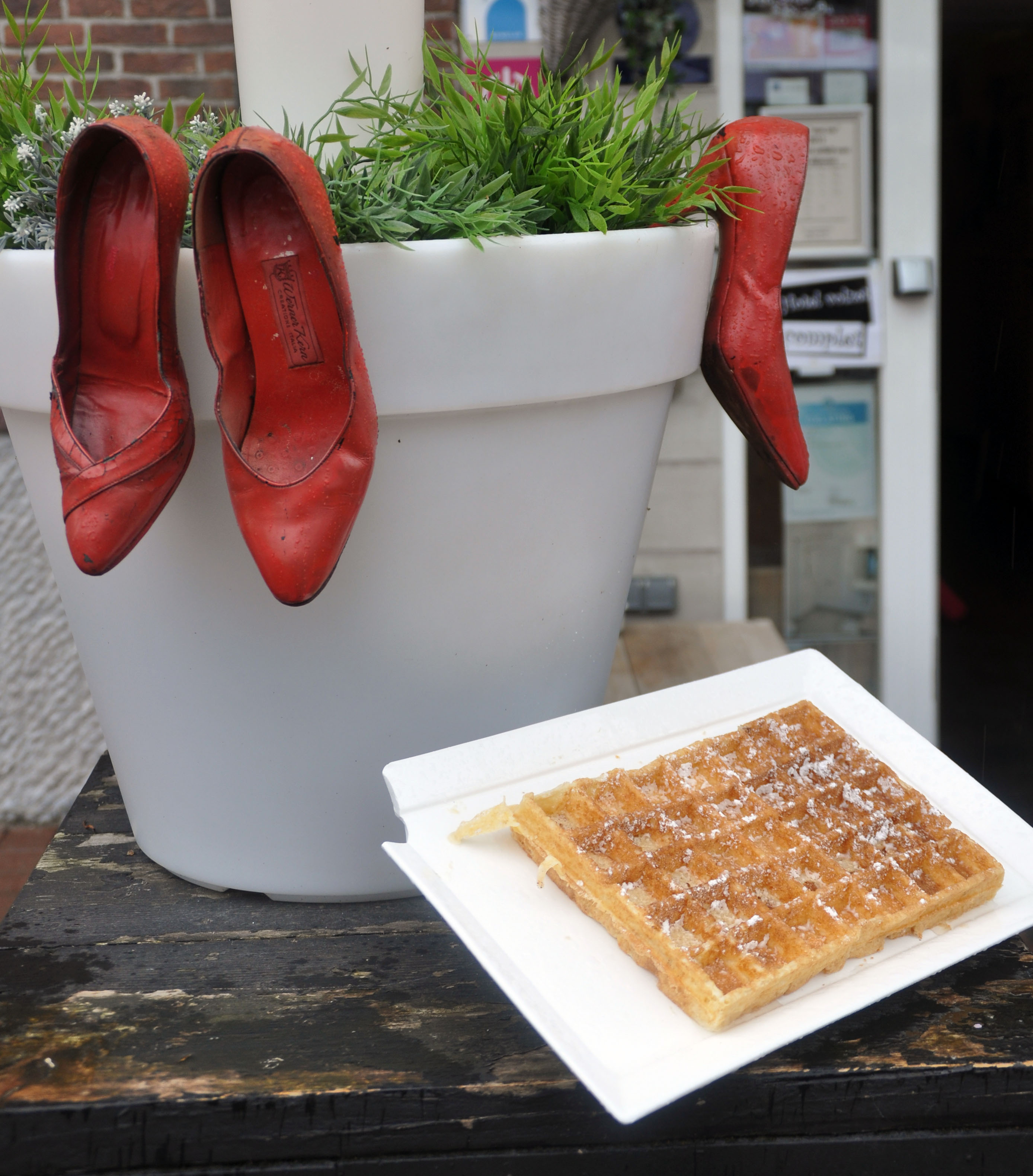
Gaufre exposée dans une rue de Belgique.

## Citation
Dans une lettre à Voltaire, écrite à Paris le 18 octobre 1760, Jean le Rond d'Alembert, faisant allusion à l'Eucharistie et à l'hostie, écrit : « nous avons fait notre dieu d'une gaufre. »